# Paolo Boesso
Paolo Boesso (Udine, 6 ottobre 1961) è un ex cestista italiano.

## Carriera
Ha giocato in Serie A vestendo le maglie della Pallacanestro Varese, della Victoria Libertas Pesaro e Pallacanestro Reggiana.

## Palmarès
- Campionato italiano: 1

Pesaro: 1989-90